# سلسله‌ی لونار
سلسله‌ی لونار (انگلیسی: The Lunar Chronicles) مجموعه‌ای از چهار رمان علمی-تخیلی برای نوجوانان، یک رمان و یک مجموعه داستان کوتاه است که توسط نویسندۀ آمریکایی مریسا مایر نوشته و توسط فیول و فرندز منتشر شده است. هر کتاب شامل یک داستان علمی-تخیلی در یک افسانه کلاسیک، از جمله سیندرلا، شنل قرمزی، راپانزل و سفید برفی است. در دنیایی آینده‌نگر که در آن گونه‌ها و موجودات مختلف زندگی می‌کنند، تنش‌ها بین زمین و مستعمره سابقش لونا در حال افزایش است، در حالی که هر دو تلاش می‌کنند تا یک بیماری همه‌گیر را از بین ببرند. در سال ۲۰۱۹ اعلام شد که قرار است بر اساس این مجموعه، یک انیمیشن بلند اقتباسی توسط لوک‌اسمیت انیمیشن تولید شود.